# Konanakunte
Konanakunte là một thị trấn thống kê (census town) của quận Bangalore thuộc bang Karnataka, Ấn Độ.

## Nhân khẩu
Theo điều tra dân số năm 2001 của Ấn Độ, Konanakunte có dân số 13.262 người. Phái nam chiếm 54% tổng số dân và phái nữ chiếm 46%. Konanakunte có tỷ lệ 77% biết đọc biết viết, cao hơn tỷ lệ trung bình toàn quốc là 59,5%: tỷ lệ cho phái nam là 81%, và tỷ lệ cho phái nữ là 73%. Tại Konanakunte, 11% dân số nhỏ hơn 6 tuổi.